# Державний злочинець
«Державний злочинець» (рос. «Государственный преступник») — російський радянський повнометражний чорно-білий художній фільм, поставлений на Кіностудії «Ленфільм» в 1964 році режисером Миколою Розанцевим.
Прем'єра фільму в СРСР відбулася 9 листопада 1964 року. Фільм вийшов в прокат в УРСР у 1964 році з українським дубляжем від Кіностудії Довженка. Станом на 2020 український дубляж фільму досі не знайдено та не відновлено.

## Зміст
Після наполегливих пошуків працівникам органів безпеки вдається знайти і знешкодити небезпечного державного злочинця, винного в загибелі сотень людей під час Великої вітчизняної війни.

## Актори
У фільмі «Державний злочинець» підібраний блискучий акторський склад. В основному зайняті ленінградські актори — Олександр Дем'яненко, Павло Кадочников (що ніби продовжують життя своїх персонажів зі «Співробітника ЧК» та «Подвигу розвідника»), Бруно Фрейндліх, Валерій Нікітенко, Степан Крилов, Борис Рижухін. У ролі Майї Чернишової виступила акторка Центрального театру Радянської армії (ЦТСА) Аліна Покровська (в титрах фільму — Альона). Невелика, але цікава акторська робота у Олега Жакова.
У цій стрічці свою останню кінороль виконав Сергій Лук'янов. Він був уже тяжко хворий і помер рівно за місяць до прем'єри картини. Лук'янов став виключно популярним після ролі Гордія Ворона в «Кубанських козаках», за яку він отримав Сталінську премію. Там же, на зйомках, він познайомився з Кларою Лучко, з якою одружився. Виконання ролі Золотицького відомим і пізнаваним актором з яскраво вираженим позитивним іміджем якнайкраще працювало на детективний сюжет. У фільмі знялася вся невелика сім'я Сергія Лук'янова. Клара Лучко грає Ніну Семенову. А їхня дочка Оксана Лук'янова виконала роль дочки Семенової, Тані. Це була вже друга картина, де подружжя знімалося разом після своєї зустрічі у Івана Пир'єва (першою стала — «Велика родина»).

## Ролі
- Олександр Дем'яненко — Андрій Поліканов
- Аліна Покровська — Майя Чернишова
- Сергій Лук'янов — Золотицький / Чернишов
- Павло Кадочников — Олексій Басов
- Клара Лучко — Ніна Семенова
- Олег Жаков — Леонід Іванович
- Валерій Нікітенко — Лев Кузьмін
- Бруно Фрейндліх — Віктор Доре
- Олександр Момбелі — Чернишов / Утєхін (роль озвучив — Юхим Копелян)
- Неллі Корнєва — Нінель Юріївна Золотицька, дружина Віктор Доре
- Оксана Лук'янова — Тетяна Семенова
- Степан Крилов — Василь Іванович
- Яніс Кубіліс — співробітник ризького КГБ
- Антоніна Павличева — Ганна Михайлівна Шелкова, дружина загиблого командира партизанського загону
- Валдіс Занберг — Маріс, співробітник ризького КГБ
- Євген Барков — відвідувач ресторану
- Візма Клінт — Інта, співробітниця ризького КГБ
- Микола Кузьмін — співробітник аеропорту

У титрах не вказані:
- Георгій Гаранян — саксофоніст ресторанного оркестру
- Володимир Карпенко — співробітник КГБ
- Лев Лемке — гаркавий пасажир
- Євгенія Лосакевич — продавчиня квітів
- Борис Рижухін — криміналіст
- Карл Тренціс — Рєпін, криміналіст в Ризі
- Олександр Январьов — танцює в ресторані

## Знімальна група
- Сценарій — Олександра Галича
- Постановка — Миколи Розанцева
- Головний оператор — Олександр Чіров
- Головний художник — Семен Малкін
- Режисер — Н. Русланова
- Композитор — Микола Червінський
- Звукооператор — Юрій Сальє
- Оператор — К. Соловйов
- Асистенти режисера — А. Марнова, Н. Степанов
- Костюми — Андрія Вагіна, Валентини Жук
- Грим — Р. Кравченко, Б. Соловйова
- Монтаж — Ірини Руденко, Н. Жукової
- Консультант — Ю. Попов
- Редактри — Юрій Герман, Лідія Іванова
- Диригент — Олександр Владимирцов
- Директор картини — Петро Свиридов